# Kabinett Berisha II

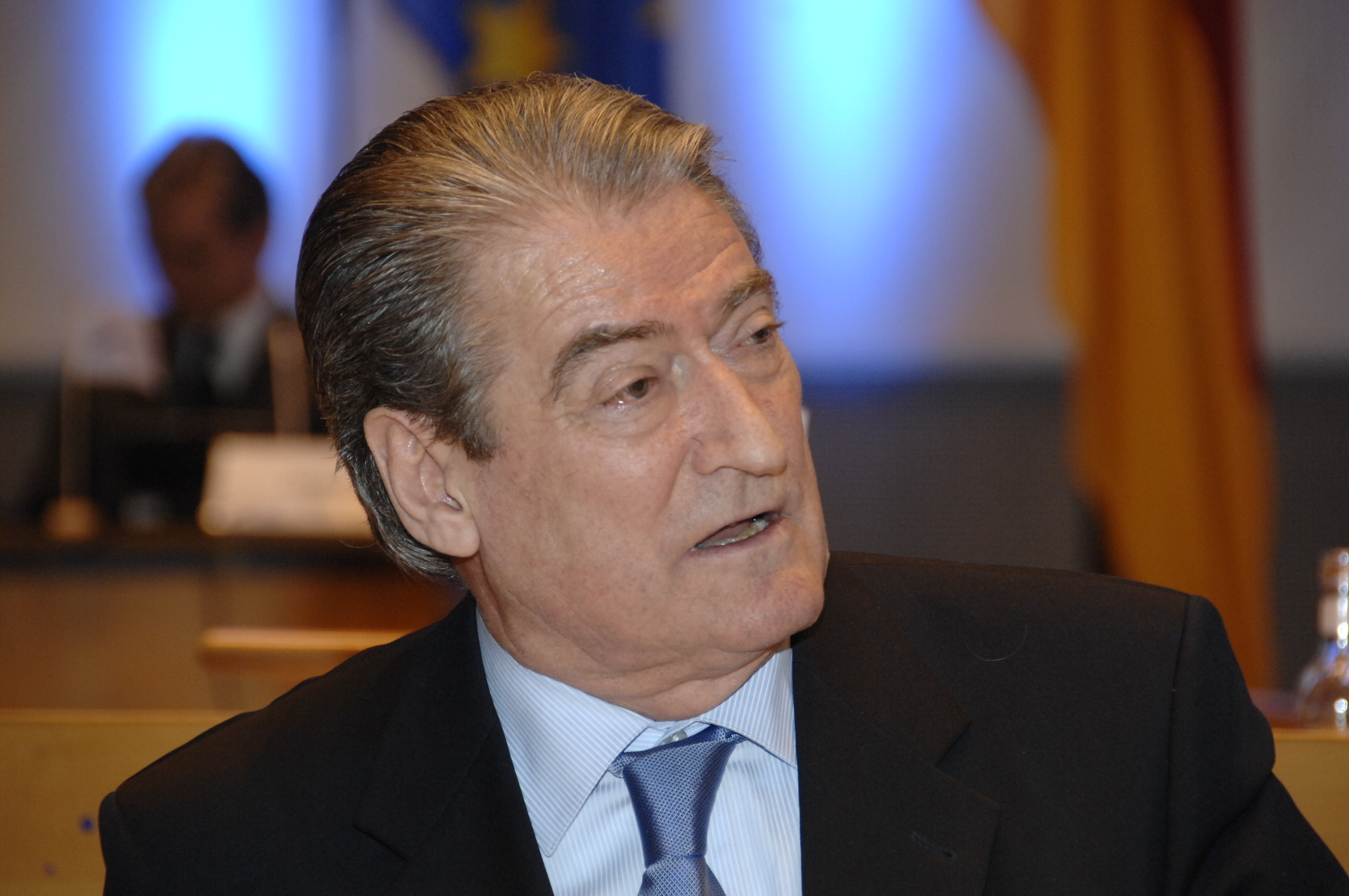
Sali Berisha

Als Kabinett Berisha II wird die von 2009 bis 2013 amtierende albanische Regierung bezeichnet. Sie folgte mit der Vereidigung am 17. September 2009 dem Kabinett Berisha I, das seit 2005 im Amt gewesen war. Mit der Vereidigung des Kabinetts Rama I am 15. September 2013 endete formal die Amtszeit Berishas und seiner Minister.

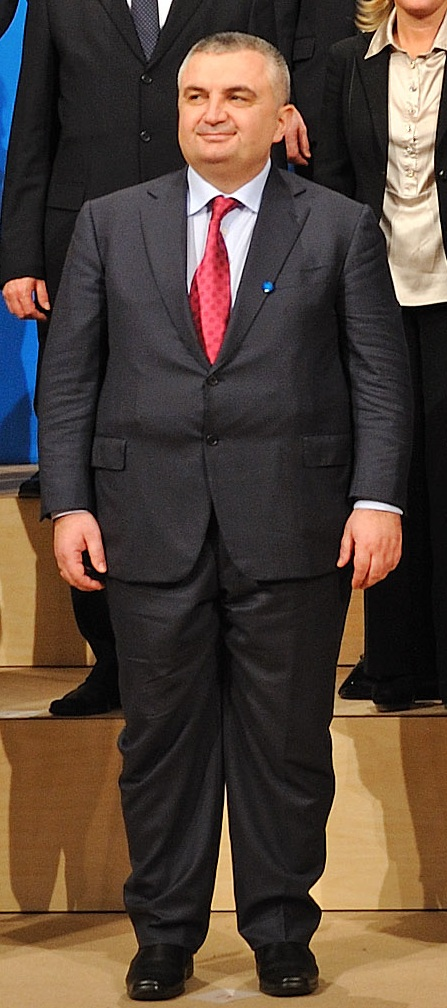
Ilir Meta auf einem NATO-Außenministertreffen im April 2010

Die Koalition zwischen Demokratischer Partei (PD), Sozialistischer Bewegung für Integration (LSI), Republikanischer Partei (PR) und Partei für Gerechtigkeit, Integration und Einheit (PDIU) bildete das Regierungskabinett. Die Regierung wurde wiederholt durch Korruptionsvorwürfe erschüttert. So mussten im September 2010 Wirtschaftsminister Dritan Prifti und im Januar 2011 der stellvertretende Ministerpräsident Ilir Meta zurücktreten.

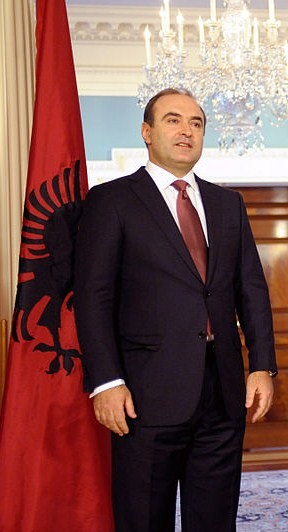
Edmond Haxhinasto

Kurz vor Ende der Regierungszeit hat Sali Berisha im April 2013 mehrere LSI-Minister durch solche aus der eigenen Partei ersetzt, da die LSI im Wahlkampf in einer Koalition mit den Sozialisten antrat.

## Minister
| Amt                                                                          | Name | Partei   |
| ---------------------------------------------------------------------------- | --- | -------- |
| Ministerpräsident                                                            | Sali Berisha | PD       |
| Stellvertreter des Ministerpräsidenten                                       | Ilir Meta bis 14. Januar 2011 Edmond Panariti ab 17. Januar 2011 Edmond Haxhinasto ab 3. Juli 2012 Myqerem Tafaj ab 4. April 2013                                                            | LSI (PD) |
| Außenministerium                                                             | Ilir Meta bis 16. September 2010 Edmond Haxhinasto ab 16. September 2010 Edmond Panariti ab 3. Juli 2012 Aldo Bumçi ab 4. April 2013                                                         | LSI (PD) |
| Innenministerium                                                             | Lulzim Basha bis 24. März 2011 Bujar Nishani ab 20. April 2011 | PD       |
| Justizministerium                                                            | Bujar Nishani bis 19. April 2011 Eduard Halimi ab 21. Juli 2011 | PD       |
| Finanzministerium                                                            | Ridvan Bode | PD       |
| Ministerium für Wirtschaft, Handel und Energie                               | Dritan Prifti bis 16. September 2010 Ilir Meta zwischen 16. September 2010 und 14. Januar 2011 Nasip Naço ab 17. Januar 2011 Edmond Haxhinasto ab 3. Juli 2012 Florian Mima ab 4. April 2013 | LSI (PD) |
| Ministerium für Arbeit, Soziale Fragen und Chancengleichheit                 | Spiro Ksera | PD       |
| Ministerium für Landwirtschaft, Ernährung und Konsumentenschutz              | Genc Ruli | PD       |
| Verteidigungsministerium                                                     | Arben Imami | PD       |
| Ministerium für Integration                                                  | Majlinda Bregu | PD       |
| Gesundheitsministerium                                                       | Petrit Vasili bis 3. Juli 2012 Vangjel Tavo ab 3. Juli 2012 Halim Kosova ab 4. April 2013 | LSI (PD) |
| Ministerium für Öffentliche Arbeiten und Verkehr                             | Sokol Olldashi | PD       |
| Ministerium für Umwelt, Forst und Wasserverwaltung                           | Fatmir Mediu | PR       |
| Ministerium für Bildung und Wissenschaft                                     | Myqerem Tafaj | PD       |
| Ministerium für Tourismus, Kultur, Jugend und Sport                          | Ferdinand Xhaferri bis 21. Juli 2011 Aldo Bumçi ab 21. Juli 2011 Visar Zhiti ab 4. April 2013                                                                                                | PD       |
| Ministerium für Innovation der Informationstechnologie und der Kommunikation | Genc Pollo | PD       |